# Saint-Julien-sur-Calonne
Saint-Julien-sur-Calonne es una comuna francesa situada en el departamento de Calvados, de la región de Normandía.

## Historia
En 1860 absorbe, con Pont-l'Évêque, la comuna de Launay-sur-Calonne.

## Demografía
| Gráfica de evolución demográfica de Saint-Julien-sur-Calonne entre 1800 y 2022 |
|                                                                                |

Los datos demográficos contemplados en este gráfico se han cogido de la página francesa EHESS/Cassini.